# Euprosthenopsis pulchella
Euprosthenopsis pulchella là một loài nhện trong họ Pisauridae.
Loài này thuộc chi Euprosthenopsis. Euprosthenopsis pulchella được Mary Agard Pocock miêu tả năm 1902.